# Nowy Pasiołak (obwód brzeski)
Nowy Pasiołak (biał. Новы Пасёлак; ros. Новый Посёлок) – wieś na Białorusi, w obwodzie brzeskim, w rejonie stolińskim, w sielsowiecie Horodno, w pobliżu granicy z Ukrainą.
Przed II wojną światową w miejscu obecnej wsi mieścił się dwór Horodno. W dwudziestoleciu międzywojennym leżał on w Polsce, w województwie poleskim, w powiecie stolińskim. Po II wojnie światowej w granicach Związku Sowieckiego. Od 1991 w niepodległej Białorusi.